# Tehuesh
Tehuesh (Téhuesh, Tehues, Teuex, Téushenkenk, Teushen), ime za jednu skupinu Južnih Tehuelche Indijanaca nastanjenih južno od rijeke río Chubut i sjeverno od río Santa Cruz u provinciji Santa Cruz na jugu Argentine. Tehueshi su srodni Aonikenk ili Inaken Indijancima, a nestali negdje u ranom 20. stoljeću.
Tehueshi su bili nomadi. Njiohova populacija iznosila je između 500 i 600 prije 1850. godine, ali su istrebljeni ua vrijeme genocidnog rata u atagoniji koji je protiv Indijanaca povela Argentina, tako da ih je 1925. preostalo 10 ili 12.
O jeziku gotovo ništa nije poznato, a klasificira se porodici chon.

## Vanjske poveznice
- Comodoro Rivadavia - Chubut Argentina: Kóshkil, el viento patagónico  Arhivirana inačica izvorne stranice od 8. prosinca 2006. (Wayback Machine)
- Kóshkil, el viento patagónico  Arhivirana inačica izvorne stranice od 29. rujna 2007. (Wayback Machine)
- Origen y uso del fuego  Arhivirana inačica izvorne stranice od 3. lipnja 2013. (Wayback Machine)